# Кормак мак Айлелло (король Лейнстера)
Кормак мак Айлелло (др.‑ирл. Cormac mac Ailello; VI век) — король Лейнстера (середина VI века) из рода Уи Дунлайнге.

## Биография
Средневековые исторические источники содержат очень мало информации о правителях Лейнстера VI века. В них сообщается, что после смерти короля Айлиля мак Дунлайнге лейнстерским престолом владели ещё четыре короля: Кормак мак Айлелло, Кайрпре мак Кормайк, Колман Мар и Аэд. В большинстве источников эти лица называются потомками Айлиля. Однако современные историки считают, что данные о правлении в Лейнстере в это время только представителей рода Уи Дунлайнге могут быть недостоверными. Возможно, сведения о других правителях, занимавших лейнстерский престол в VI веке, были сознательно удалены из ирландских анналов и королевских списков авторами, находившимися под покровительством членов рода Уи Дунлайнге.
Согласно средневековым источникам, Кормак был единственным сыном короля Айлиля мак Дунлайнге. После смерти отца он унаследовал престол Лейнстера, а также власть над септом Уи Дунлайнге. «Анналы Тигернаха» датируют это событие 545 или 552 годом. Примерно к этому же времени относит кончину Айлиля и «Лейнстерская книга», в которой сообщается о двадцати годах его правления. Однако достоверность многих хронологических данных средневековых источников, связанных с событиями VI века, вызывает сомнения. На основании этого ряд современных историков не склонен давать точную датировку правлений лейнстерских королей этого времени.
Из-за почти полного отсутствия в ирландских средневековых источниках сведений о событиях в Лейнстере в VI веке, о правлении преемников Айлиля мак Дунлайнга, в том числе и Кормака мак Айлелло, известно очень мало. В «Анналах Тигернаха» смерть короля Кормака упоминается в записи о событиях 552 года, а «Анналы четырёх мастеров» датируют это событие 535 годом. В то же время, в «Лейнстерской книге» сообщается о том, что Кормак правил десять лет. Преемником короля Кормака на престоле Лейнстера был его сын Кайрпре мак Кормайк.
Сведения анналов дополняют известия нескольких агиографических сочинений, в которых упоминается, что Кормак мак Айлелло отрёкся от лейнстерского престола и закончил свои дни в одном из ирландских монастырей. Эти источники называют его супругой ульстерку Миоллу, а сыном — святого Аббана. В житиях также сообщается, что и две его дочери, Этне и Дар Картайнд, почитались как святые девы.